# K–12
K–12 är en term som används för att beskriva det utbildningssystem som finns i USA och Kanada. Det omfattar den allmänna grund- och gymnasieutbildningen som stöds av staten och består av 13 års studier från kindergarten (förskoleklass) till 12:e klass. Det kan jämföras med uttrycket F–9 i Sverige som beskriver det obligatoriska skolsystemet från förskoleklass till grundskolans årskurs 9.